# Корманичі
Корманичі (пол. Kormanice) — село в Польщі, у гміні Фредрополь Перемишльського повіту Підкарпатського воєводства, у межах етнічної української території Надсяння.

## Географія
Розташоване за 12 км на південь від Перемишля та за 3 км на південний схід від Фредрополя. Через північну частину села тече потік Корманиця (притока потоку Малиновського, який впадає у Вігор). У долині потоку стоять будівлі. На півдні, між Корманичами і селом Конюшею, височіє гора Шибениця (501 м). На південний захід від села зі схилів Шибениці витікала річка Жупа, над якою в давніх часах була соляна шахта — жупа, та декілька будівель присілка з такою ж назвою.

## Історія
На території Корманичів знайдено сліди поселення часів пізнього палеоліту (бл. 4000—1800 р. до н. е.). Також у середніх віках існувало тут поселення, пов'язане з добуванням солі, про що свідчить назва присілка Жупа. Через рік після першого розділу Польщі, а саме у 1773 р, австрійці, побоюючись конкуренції для свого державного видобутку солі, закрили шахту.
У 1407 р. (дата першої згадки про село) Корманичі належали православним перемишльським єпископам. У 1427 р. село передано перемишльському підкоморію Францішеку Ґроховському. Від нього розпочався рід Корманицьких гербу Юноша. Далі село перейшло під володіння родини Фредрів. Фредри давали дотації на греко-католицьку парафію в роках 1642, 1649, 1650. Максиміліан Фредро, львівський каштелян, з частини Корманич створив містечко Фредрополь (місто Фредрів). Після Фредрів село стало власністю Подоських, а потім Міхаловських. Під кінець XIX ст. село належало графам Борковським.

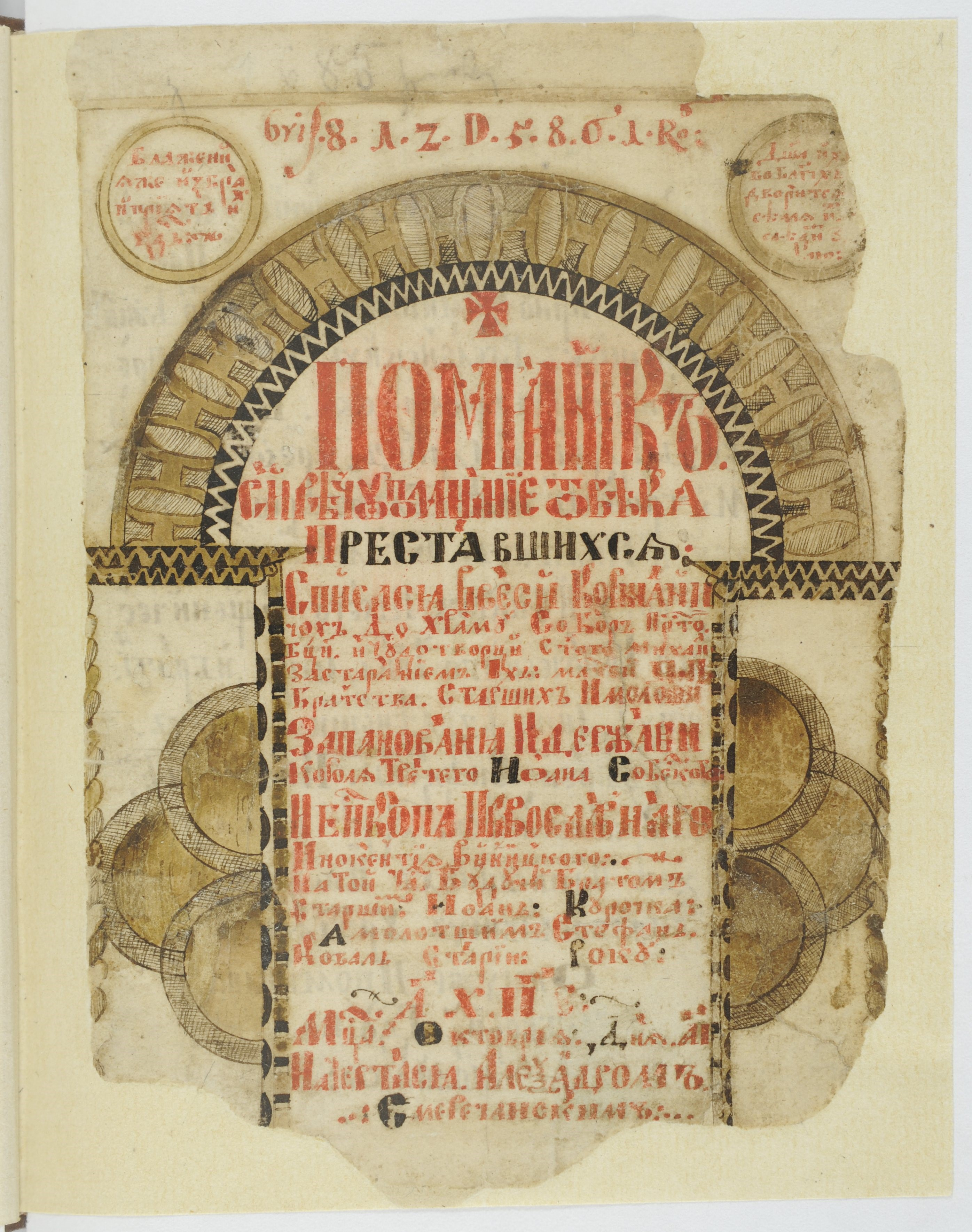
Пам'ятна книга при церкві Пресвятої Богородиці села Корманичi. 1685 рік.

Віддавна в Корманичах ткали грубе сукно на семиряги і сукмани (давня назва — корман) для селян. Назва села, правдоподібно, виводиться від назви заняття його мешканців — «кормник» означало професію ремісника, який виробляв грубе сукно.
Дерев'яна церква, яка існує й до сьогодні, була збудована в 1923—1926 рр. Вона постала на місці давнішої церкви, яка існувала від 1777 р. Тепер церкву замінено на римо-католицький костел.
Згідно з переписом населення від 1880 р, село нараховувало 677 мешканців (94 при дворі), серед них 517 греко-католиків та 160 римо-католиків. У 1938 р. в селі було 920 греко-католиків, а ціла парафія нараховувала 1800 вірних греко-католицького обряду. Парафіальна церква належала до Нижанковицького деканату Перемишльської єпархії. До складу парафії входили церкви-філії у Фредрополі, Молодовичах, Даровичах та Куп'ятичах. Парохом у 1919—1939 рр. був о. Іван Гнатишак.
На 1 січня 1939-го в селі з 980 жителів було 920 українців-грекокатоликів, 30 українців-римокатоликів, 20 поляків і 10 євреїв.
12 вересня 1939 року німці окупували село, однак вже 26 вересня 1939 року мусіли відступити, оскільки за пактом Ріббентропа-Молотова правобережжя Сяну належало до радянської зони впливу. За кілька місяців село ввійшло до Перемишльського району Дрогобицької області. В червні 1941, з початком німецько-радянської війни село вже в перший тиждень було зайняте військами вермахту.
В липні 1944 року радянські війська оволоділи цією територією.
У березні 1945 року західна частина Дрогобицької області включно з Корманичами віддана Польщі.
Після Другої світової війни та операції «Вісла» в селі українців майже не залишилось.
У 1975—1998 роках село належало до Перемишльського воєводства.